# Штайнинг, Эрнст
Эрнст Штайнинг (нем. Ernst Steinig, 2 января 1900 — ?) — германский борец греко-римского стиля, призёр чемпионатов Европы.

## Биография
Родился в 1900 году в деревне Кляйн-Ласовиц (на территории современной Польши), но вырос в Дортмунде, где занялся борьбой и стал одним из самых выдающихся германских борцов 1920-х. В 1924 году занял 2-е место на чемпионате Германии, а на чемпионате Европы стал 7-м. В 1925 году стал чемпионом Германии и серебряным призёром чемпионата Европы. В 1926 году опять стал чемпионом Германии, а на чемпионате Европы завоевал бронзовую медаль. На чемпионате Европы 1927 года занял 9-е место. В 1928 году принял участие в Олимпийских играх в Амстердаме, где занял 5-е место. На чемпионате Европы 1929 года стал 4-м.